# Wyszehrad
Wyszehrad, także Wyszegrad (węg. Visegrád, cz. oraz słow. Vyšehrad, niem. Plintenburg) – historyczne miasto w północnych Węgrzech, 35 km na północ od Budapesztu, w Zakolu Dunaju (naprzeciwko miasta Nagymaros). Powierzchnia – 33,27 km²; ludność 1859 mieszkańców (styczeń 2011). Późnośredniowieczna stolica Królestwa Węgier.

## Historia
W czasach imperium rzymskiego na skale górującej nad dzisiejszym Wyszehradem Rzymianie zbudowali pograniczną fortecę. Później w tym miejscu istniał słowiański gród (słowiańska nazwa miasta – „zamek na wzgórzu”), w IX wieku opanowany przez Węgrów. Następne wiadomości o Wyszehradzie pochodzą z roku 1009, gdy miasto było wzmiankowane jako siedziba żupy i archidiakonii. W połowie XIII wieku, po najazdach mongolskich, król Węgier Bela IV zbudował w Wyszehradzie cytadelę.

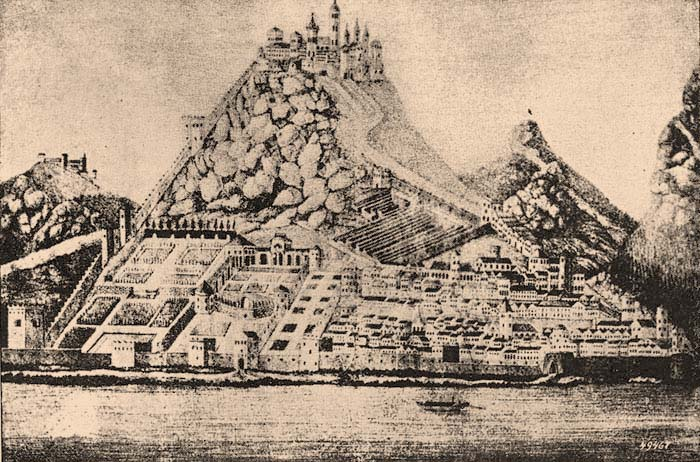
Wyszehrad w XV w.

W roku 1323 miasto obrał sobie za siedzibę król Węgier Karol Robert, który wzniósł w mieście zamek, stanowiący od tej pory rezydencję kolejnych królów Węgier. W 1326 urodził się tu król Węgier i Polski Ludwik Węgierski, a w 1330 miał tu miejsce nieudany zamach Felicjana Zacha na węgierską rodzinę królewską. W XIV w. w Wyszehradzie zmarli królowie Węgier Karol Robert i Karol II Mały. Za panowania króla Zygmunta Luksemburskiego stolicę przeniesiono do Budy, ale król Maciej Korwin znów rezydował w Wyszehradzie i przebudował pałac Karola Roberta w stylu renesansu. Rolę stolicy Wyszehrad utracił dopiero po najeździe tureckim, kiedy to zamek wraz z miasteczkiem u jego stóp zostały zniszczone – po dwukrotnym oblężeniu w latach 1529 i 1543. Miasto odrodziło się w XVII wieku, ale prawa miejskie odzyskało dopiero współcześnie, w roku 2000.
Za czasów stołecznych, w roku 1335 i w 1338, Wyszehrad był miejscem zjazdów wyszehradzkich – spotkań królów Węgier, Czech i Polski. Tę tradycję współpracy w Europie Środkowej kontynuuje tzw. Grupa Wyszehradzka – prezydenci Węgier, Czech, Słowacji i Polski spotykający się w Wyszehradzie co roku począwszy od 1991.

## Turystyka
Turystycznymi atrakcjami Wyszehradu są ruiny królewskiego pałacu, stanowiące przebogate stanowisko archeologiczne (od 1935) oraz cytadela, a przede wszystkim panorama doliny Dunaju z pobliskich wzgórz. Wybrane zabytki i pomniki:
- Zamek(inne języki)
- Pałac Królewski(inne języki) z ogrodem
- Pozostałości średniowiecznego kościoła z XI w.
- Kościół św. Jana Chrzciciela
- Pałac Pálffych
- Wieża obserwacyjna
- Pomnik króla Beli IV z 1939 r.
- Pomnik Małgorzaty Węgierskiej z 1943 r.
- Popiersie poety Lajosa Áprilyego z 1981 r.
- Pomnik Vyssegrad civitas 1009 z 2009 r.

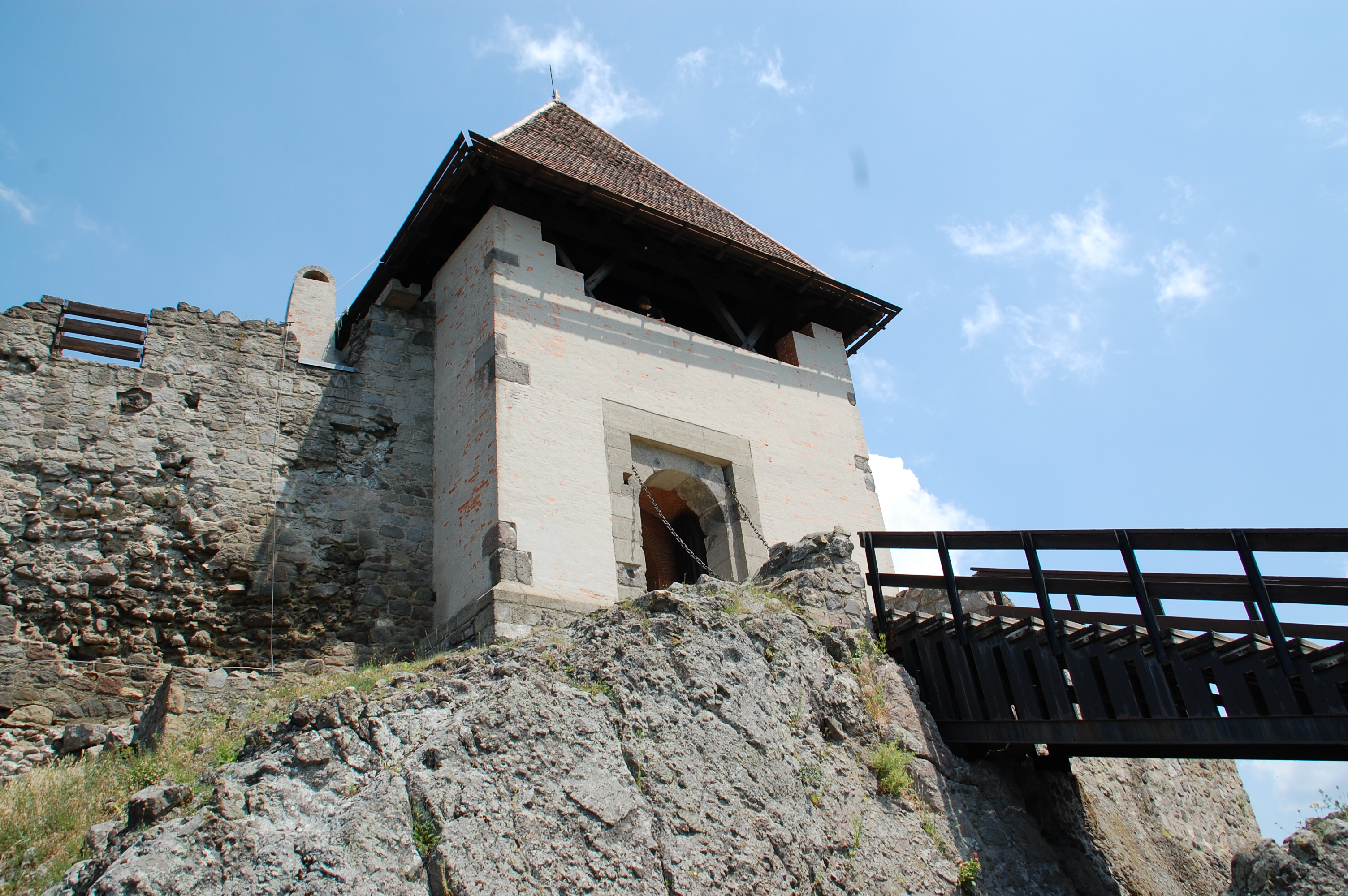
Zamek
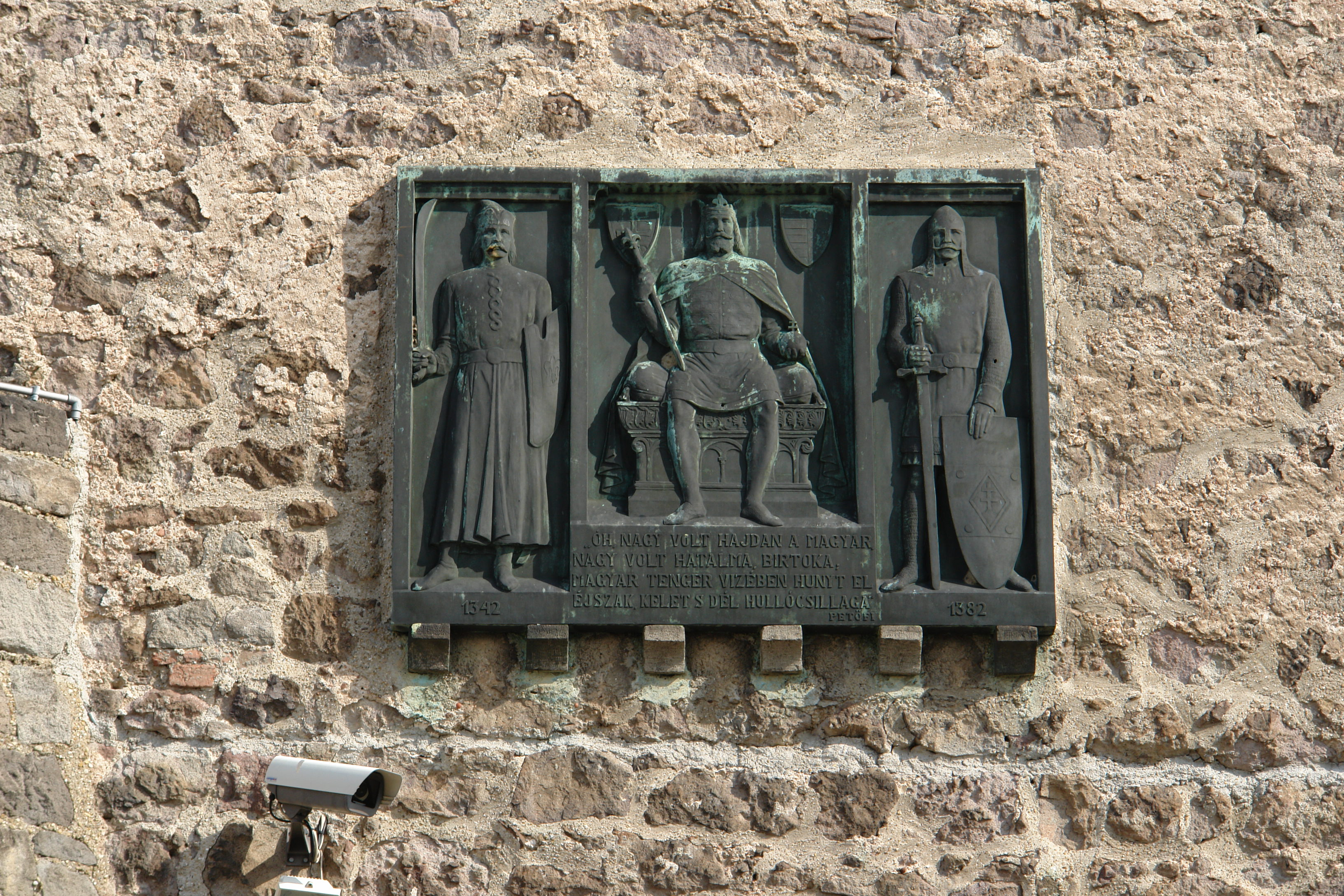
Tablica upamiętniająca króla Ludwika Węgierskiego na jednej z bram zamkowych
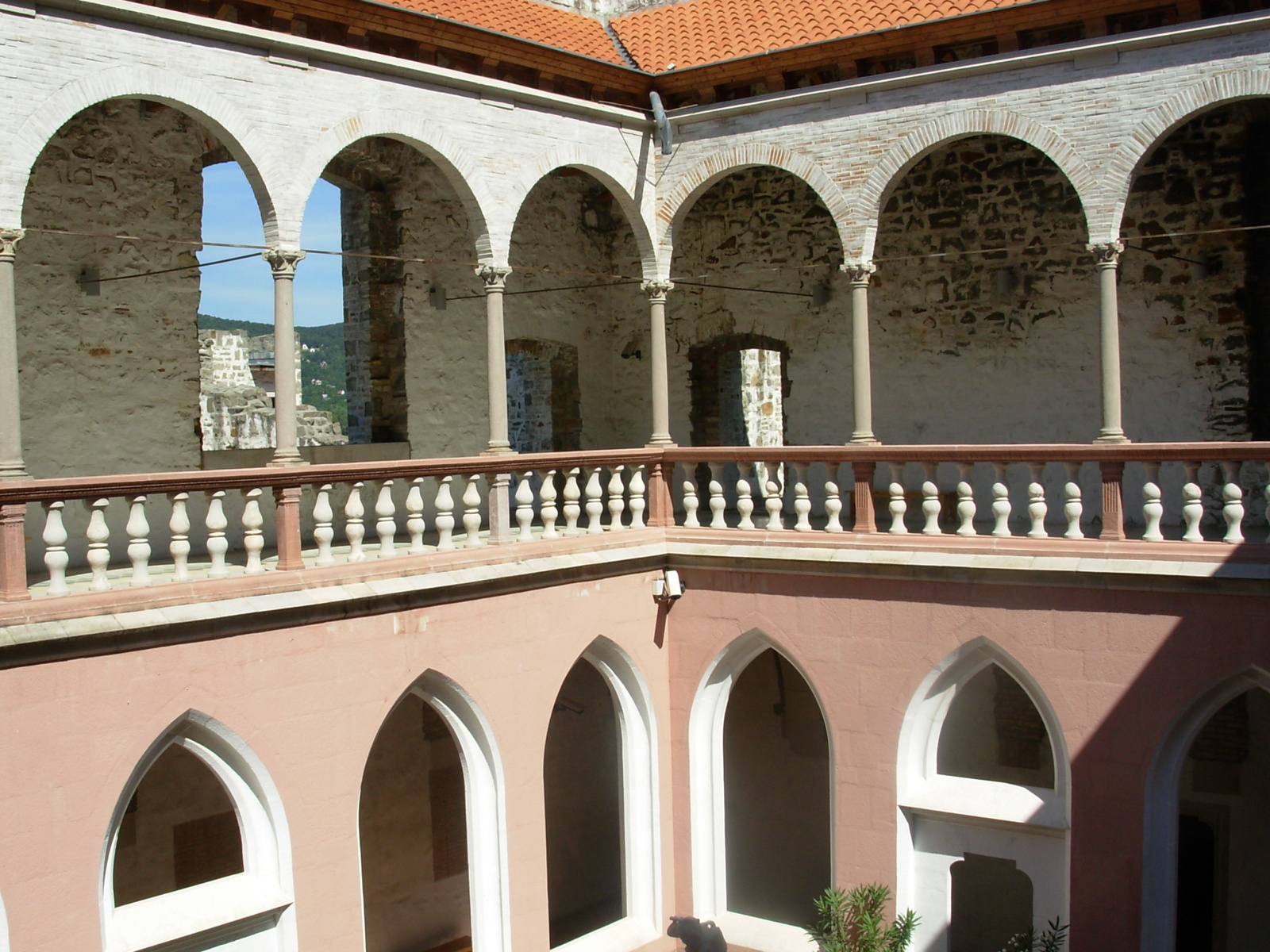
Pałac Królewski
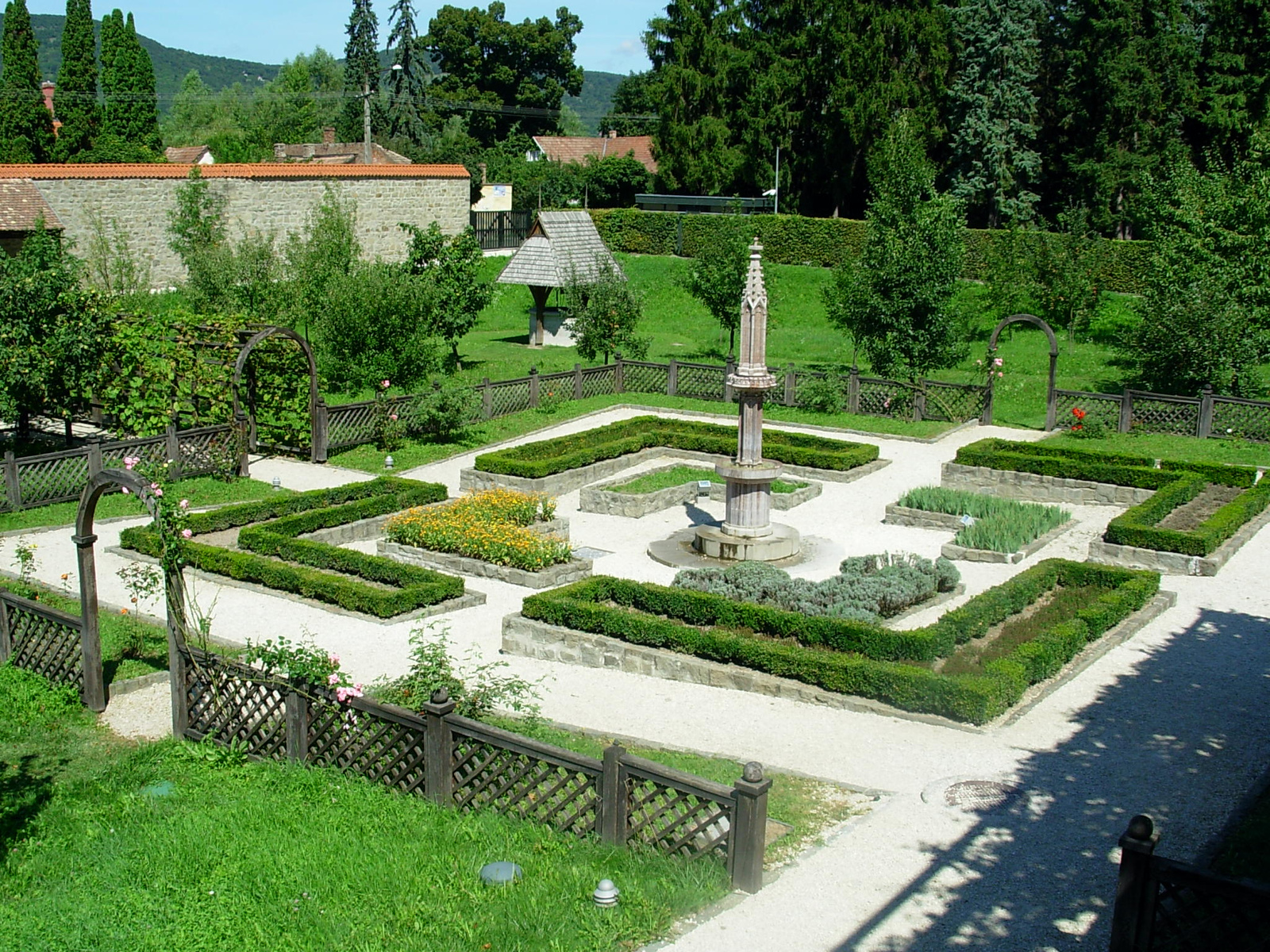
Ogród pałacowy
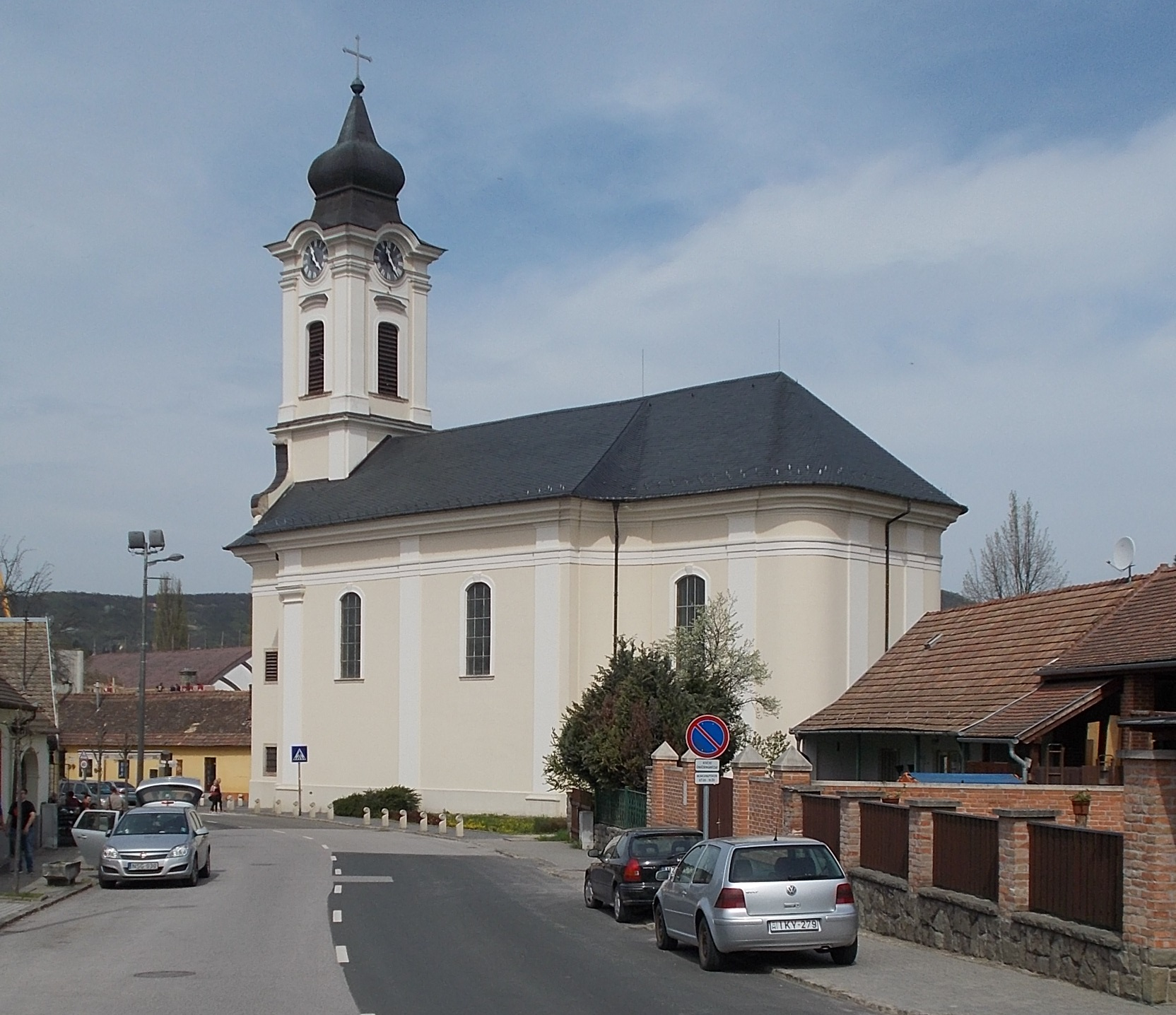
Kościół św. Jana Chrzciciela
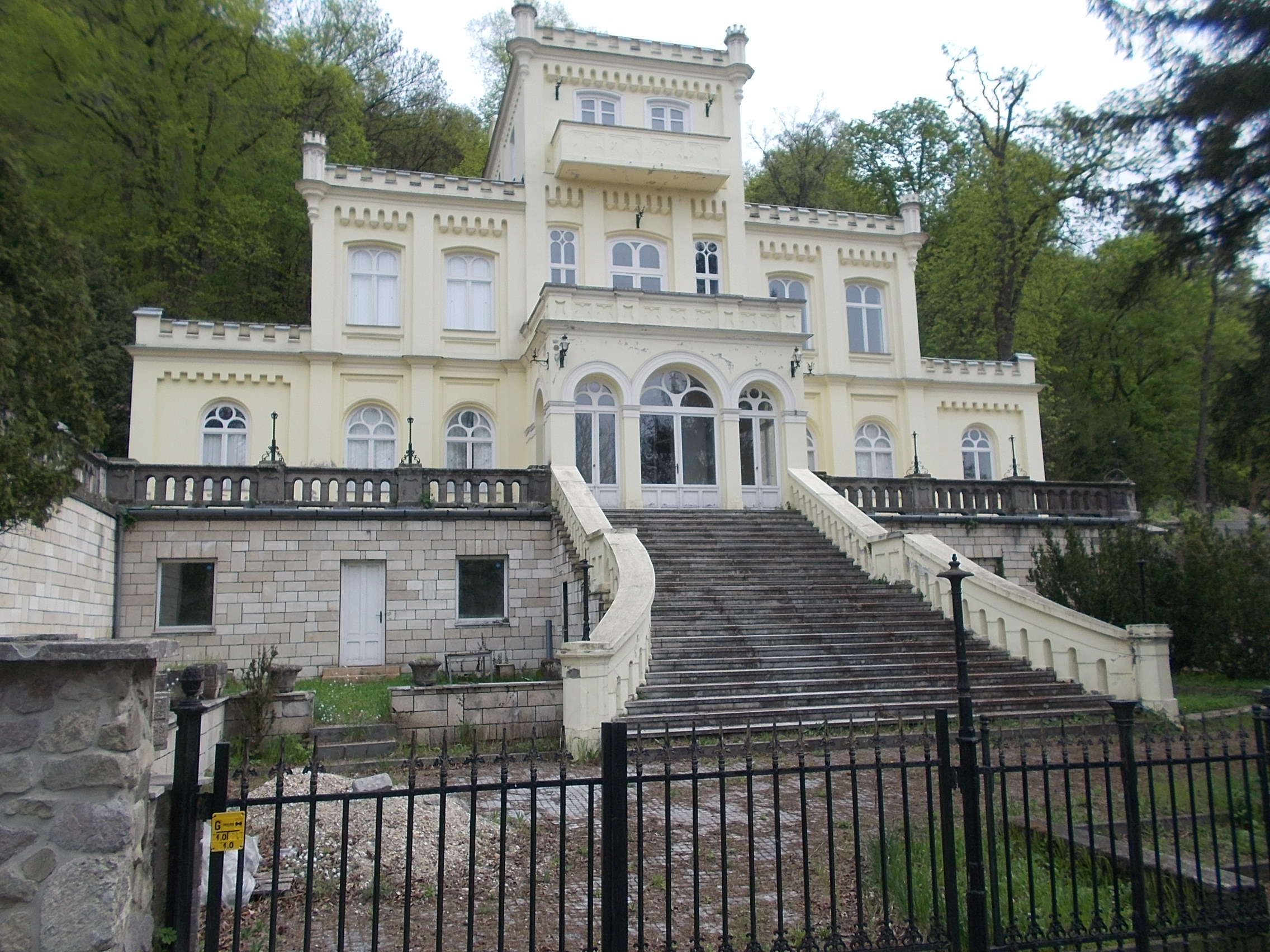
Pałac Pálffych
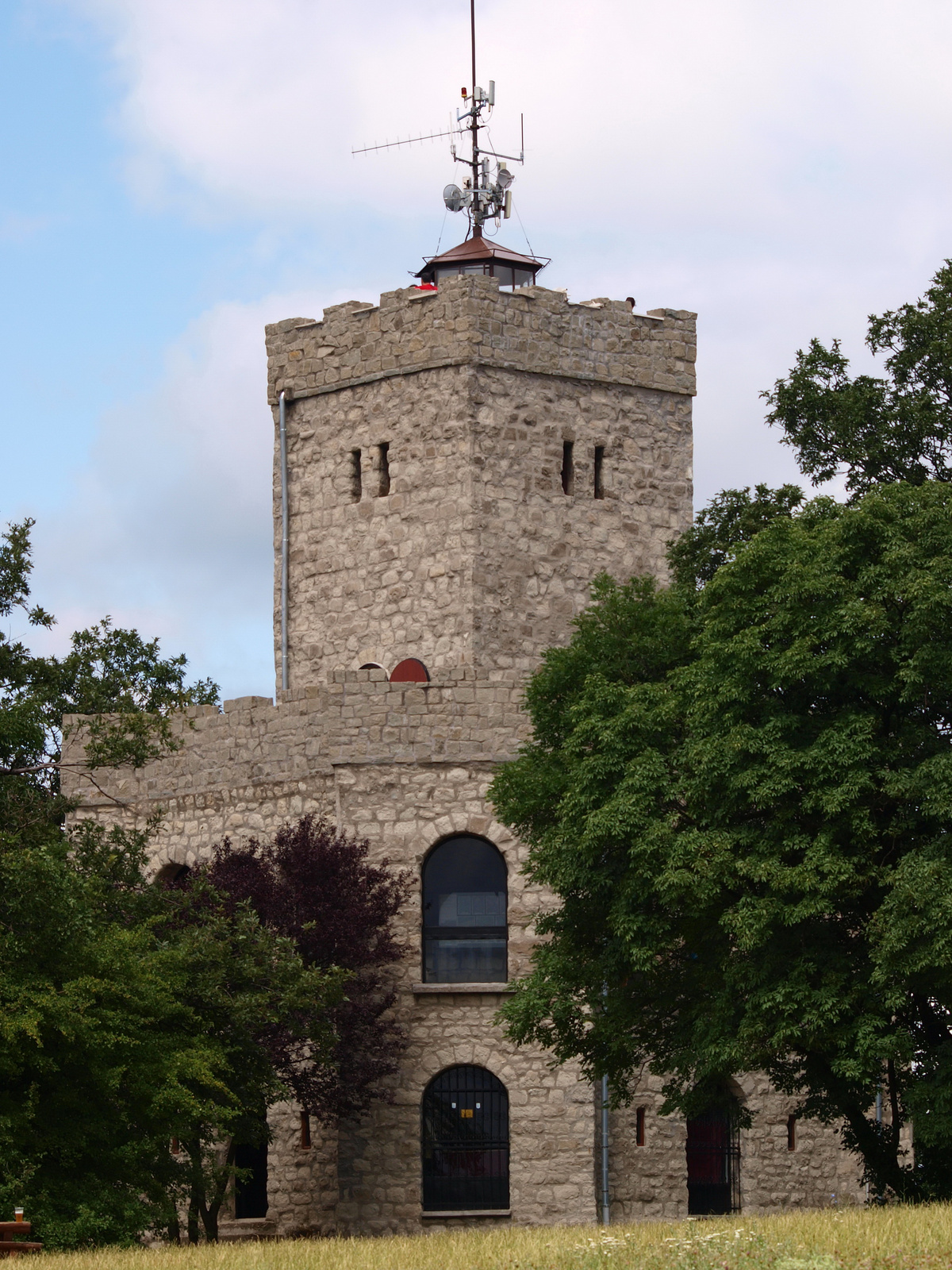
Wieża obserwacyjna